# Tour della nazionale maschile di rugby a 15 della Nuova Zelanda 1991
Nel 1991, in vista della Coppa del Mondo di rugby 1991, gli All Blacks della nazionale neozelandese di "rugby a 15", si recarono due volte in Tour.

## In Argentina
Una prima ed articolata serie di match si svolse in Argentina: 9 match tutti vinti, con due test ufficiali contro i "Pumas" .

### Risultati
Sistema di punteggio: meta = 4 punti, Trasformazione=2 punti.Punizione =  3 punti. drop = 3 punti. 
| Arbitro: | G. Bavio |

|                     |      |                                                                                    |
|                     | mt   | Z.Brooke, Henderson Innes, Mannix Philpott, Timu (3) G. Whetton (2), T. Wright (5) |
|                     | tr   | Mannix (8),Philpott                                                                |
| Crexell             | c.p. | Mannix                                                                             |
| Bouza, del Castillo | drop |                                                                                    |

| Arbitro: | M. Firpo |

|          |      |                                        |
| Garzon   | mt   | Crowley (2), Innes J. Kirwan, Timu (2) |
| Menendez | tr   | Fox 4                                  |
| Menendez | c.p. | Fox 2                                  |

| Arbitro: | M.Peyrone |

|           |      |                               |
| Lombardi  | mt   | Bachop, Kirwan (3) Wright (2) |
| Mendez    | tr   | Mannix 2                      |
| Lanfranco | c.p. | Mannix 3                      |

| Arbitro: | E. Sklar |

|         |      |                   |
|         | mt   | Kirwan,A. Whetton |
|         | tr   | Fox 2             |
| Meson 3 | c.p. | Fox 3             |

| Arbitro: | J.Rolandi |

|         |      |                   |
|         | mt   | Jones, Kirwan (2) |
|         | tr   | Fox 2             |
| Laborde | c.p. | Fox 2             |
| Laborde | drop |                   |

| Arbitro: | P. Bleckwedell |

|             |      |                                            |
| Gomez       | mt   | Fitzpatrick (2), Mannix Philpott, Timu (2) |
| Cremaschi   | tr   | Crowley 4                                  |
| Cremaschi 2 | c.p. | Crowley 4                                  |
|             | drop | Crowley                                    |

| Arbitro: | Brian Stirling |

| |            | |
| Carreras, Garreton | mt         | Earl, Wright |
| | tr         | Fox |
| Vidou 2 | c.p.       | Fox 5 |
| | drop       | Crowley |
| 15.Guillermo del Castillo, 14.Martin Teran Nougues, 13.Hernan Garcia Simon, 12.Santiago Meson, 11.Diego Cuesta Silva, 10.Lisandro Arbizu, 9.Hernan Vidou, 8.Mario Carreras, 7.Jose Santamarina, 6.Pablo Garreton (cap)., 5.German Llanes, 4.Pedro Sporleder, 3.Diego Cash, 2.Ricardo le Fort, 1.Federico Mendez Azpillaga, sostituti: Guillermo Angaut | Formazioni | 15.Kieran Crowley, 14.John Timu, 13.Craig Innes, 12.Walter Little, 11.Terry Wright, 10.Grant Fox, 9.Graeme Bachop, 8.Paul Henderson, 7.Michael Jones, 6.Alan Whetton, 5.Ian Jones, 4.Gary Whetton (cap)., 3.Richard Loe, 2.Sean Fitzpatrick, 1.Steve McDowell, sostituti: Andy Earl |

| Arbitro: | R. Bordroch |

|                  |      |                                                                    |
|                  | mt   | z.Brooke, Henderson (2) Innes, McCahill McGahan, Philpott Timu (2) |
|                  | tr   | Mannix (6)                                                         |
| Casagna, Gilardi | c.p. |                                                                    |

| Arbitro: | Brian Stirling |

| |            | |
| | mt         | Brooke, L. Jones, Kirwan, Wright |
| | tr         | Fox 4 |
| del Castillo 2 | c.p.       | Fox 4 |
| 15.Guillermo del Castillo, 14.Martin Teran Nougues, 13.Hernan Garcia Simon, 12.Matias Allen, 11.Diego Cuesta Silva, 10.Lisandro Arbizu, 9.Gonzalo Camardón, 8.Mario Carreras, 7.Jose Santamarina, 6.Pablo Garreton (cap), 5.German Llanes, 4.Pedro Sporleder, 3.Diego Cash, 2.Ricardo le Fort, 1.Federico Mendez Azpillaga, sostituti: Santiago Meson, Guillermo Angaut | Formazioni | 15.Kieran Crowley, 14.John Kirwan, 13.Craig Innes, 12.Walter Little, 11.Terry Wright, 10.Grant Fox, 9.Graeme Bachop, 8.Zinzan Brooke, 7.Michael Jones, 6.Andy Earl, 5.Ian Jones, 4.Gary Whetton (cap.), 3.Richard Loe, 2.Sean Fitzpatrick, 1.Steve McDowell |

## In Australia
Un secondo tour assai più breve, seguì ad agosto in Australia. Esso si svolse nel quadro dei match per la Bledisloe Cup 1991. Dopo un match di "riscaldamento", gli All Blacks vennoro sconfitti dai "wallabies" australiani. A questo tour seguì il secondo match, casalingo per il tradizionale trofeo.
| Brisbane 6 agosto 1991 | Australia B | 15 – 21 | Nuova Zelanda XV | Ballymore Oval |

| Arbitro: | Ray Megson |

| |            | |
| Egerton, Gavin | mt         | Ian Jones |
| Lynagh 2 | tr         | Fox |
| Lynagh 3 | c.p.       | Fox 2 |
| 15.Marty Roebuck, 14.David Campese, 13.Tim Horan, 12.Jason Little, 11.Bob Egerton, 10.Michael Lynagh, 9.Nick Farr-Jones (cap), 8.Tim Gavin, 7.Simon Poidevin, 6.Willie Ofahengaue, 5.John Eales, 4.Rod McCall, 3.Ewen McKenzie, 2.Phil Kearns, 1.Tony Daly | Formazioni | 15.Terry Wright, 14.John Kirwan, 13.Craig Innes, 12.Walter Little, 11.John Timu, 10.Grant Fox, 9.Graeme Bachop, 8.Zinzan Brooke, 7.Michael Jones, 6.Andy Earl, 5.Gary Whetton (cap), 4.Ian Jones, 3.Richard Loe, 2.Sean Fitzpatrick, 1.Steve McDowell |